# Юрген Колер
Юрген Колер (нім. Jürgen Kohler, нар. 6 жовтня 1965, Ламбсгайм) — німецький футболіст, захисник. По завершенні ігрової кар'єри — футбольний тренер.
Як гравець насамперед відомий виступами за «Ювентус» та «Боруссію» (Дортмунд), а також національну збірну Німеччини, з якою ставав чемпіоном світу та чемпіоном Європи.

## Клубна кар'єра
У дорослому футболі дебютував 1983 року виступами за «Вальдгоф», в якому провів чотири сезони, взявши участь у 95 матчах чемпіонату.
Згодом, з 1987 по 1991 рік, грав у складі «Кельна» та «Баварії». Протягом цих років виборов титул чемпіона Німеччини та став володарем Суперкубка Німеччини.
Своєю грою за «Баварію» привернув увагу представників тренерського штабу клубу «Ювентус», до складу якого приєднався 1991 року. Відіграв за «стару синьйору» наступні чотири сезони своєї ігрової кар'єри. Більшість часу, проведеного у складі «Ювентуса», був основним гравцем захисту команди. За цей час додав до переліку своїх трофеїв титул чемпіона Італії, ставав володарем Кубка Італії та Кубка УЄФА.
1995 року перейшов до «Боруссії» (Дортмунд), за яку відіграв 7 сезонів. Граючи у складі «Боруссії» також здебільшого виходив на поле в основному складі команди. За цей час додав до переліку своїх трофеїв ще два титули чемпіона Німеччини, знову ставав володарем Суперкубка Німеччини, а також переможцем Ліги чемпіонів та володарем Міжконтинентального кубка. Завершив професійну кар'єру футболіста виступами за команду дортмундців у 2002 році

## Виступи за збірну
1986 року дебютував в офіційних матчах у складі національної збірної Німеччини. Протягом кар'єри у національній команді, яка тривала 13 років, провів у формі головної команди країни 105 матчів, забивши 2 голи.
У складі збірної був учасником чемпіонату Європи 1988 року у ФРН, чемпіонату світу 1990 року в Італії, здобувши того року титул чемпіона світу, чемпіонату Європи 1992 року у Швеції, де разом з командою здобув «срібло», чемпіонату світу 1994 року у США, чемпіонату Європи 1996 року в Англії, здобувши того року титул континентального чемпіона та чемпіонату світу 1998 року у Франції.

## Кар'єра тренера
Розпочав тренерську кар'єру відразу ж по завершенні кар'єри гравця, 2002 року, очоливши молодіжну збірну Німеччини.
В подальшому очолював команду клубу «Дуйсбург».
Наразі останнім місцем тренерської роботи був клуб «Аален», команду якого Юрген Колер очолював як головний тренер 2008 року.

## Титули і досягнення

### Командні
- Чемпіон Німеччини (3):

«Баварія»: 1989-90
«Боруссія» (Дортмунд): 1995-96, 2001-02
- Володар Суперкубка Німеччини (3):

«Баварія»: 1990
«Боруссія» (Дортмунд): 1995, 1996
- Чемпіон Італії (1):

«Ювентус»: 1994-95
- Володар Кубка Італії (1):

«Ювентус»: 1994-95
- Володар Кубка УЄФА (1):

«Ювентус»: 1992-93
- Переможець Ліги чемпіонів УЄФА (1):

«Боруссія» (Дортмунд): 1996-97
- Володар Міжконтинентального кубка (1):

«Боруссія» (Дортмунд): 1997
- Чемпіон світу: 1990
- Чемпіон Європи: 1996
- Віце-чемпіон Європи: 1992

### Особисті
- Футболіст року в Німеччині: 1997